# Rallye Jordanien

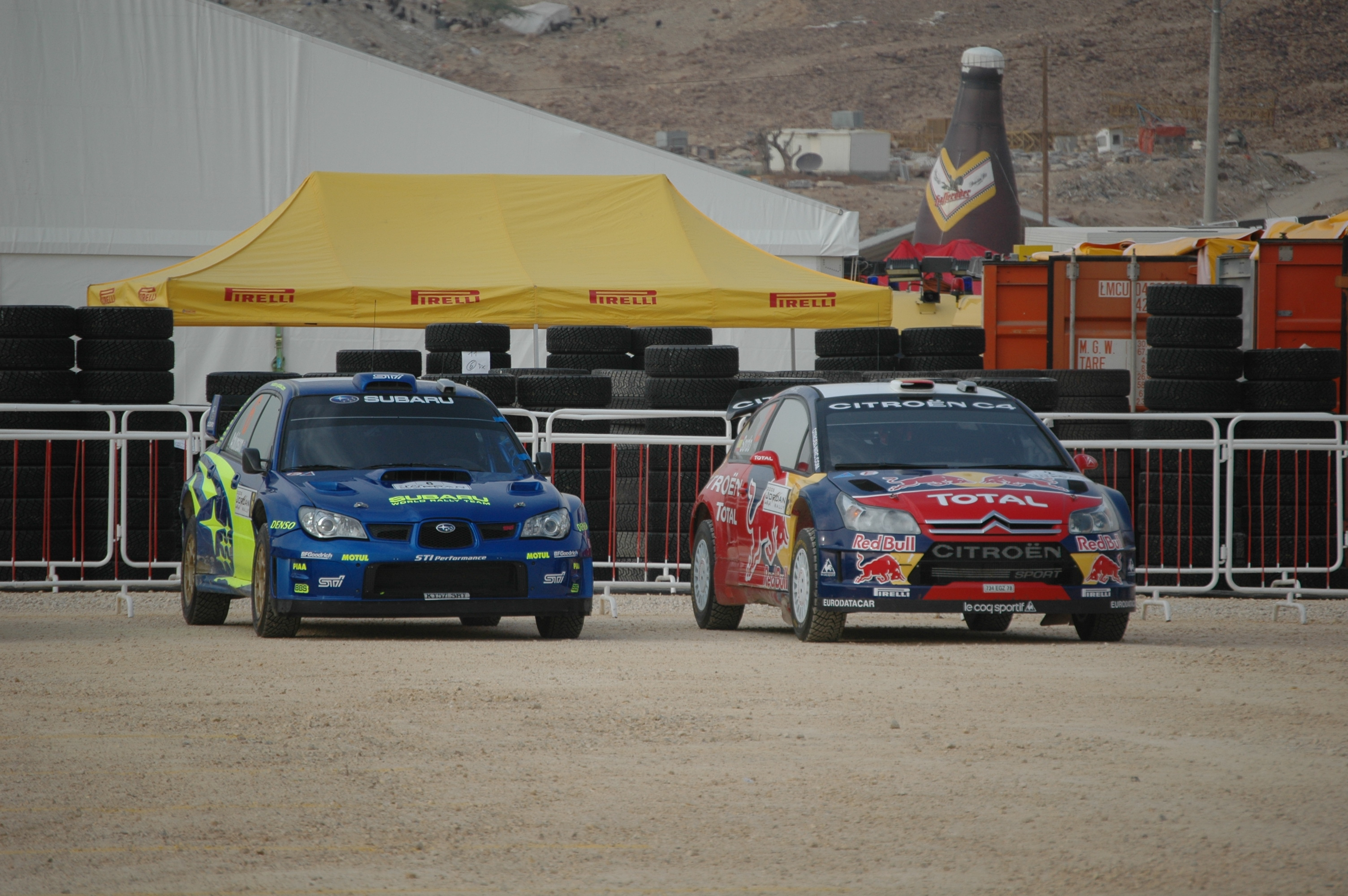
Die World Rally Cars von Chris Atkinson und Dani Sordo im „Dead Sea Centre“ 2008

Die Rallye Jordanien (offiziell Jordan Rally) ist seit 2008 ein Lauf der FIA Rallye-Weltmeisterschaft (WRC). Die Rallye findet allerdings schon seit 1981 statt und gehörte ab 1984 zur ebenso von der Fédération Internationale de l’Automobile organisierten Fédération Internationale de l’Automobile-Middle East Rally Championship (MERC). Die Rallye findet im Königreich Jordanien statt. Die Rallye Jordanien zählte in der Saison 2012 nicht zur Rallye-WM, sie wurde in diesem Jahr durch die Rallye Monte Carlo ersetzt (aktuell: siehe unten).

## Geschichte und Streckenführung
Die Rallye Jordanien wurde, als erste im Nahen Osten veranstaltete Rallye, ab der Saison 2008 in die Wertung der Rallye-Weltmeisterschaft übernommen. In dieser Saison wurde die Rallye auch das erste Mal zur JWRC gezählt. Im darauf folgenden Jahr zählte sie nicht zur Rallyeweltmeisterschaft. Für die Jahre 2010 (auch SWRC und PWRC) und 2011 wurde sie wieder in den Rallye-WM-Kalender aufgenommen. Der ehemalige Rallyepilot, Vorsitzende der Vereinigung Jordan Motorsport, Generalleutnant der Streitkräfte Jordaniens Prinz Faisal bin Al Hussein, welcher seit 2010 auch Mitglied des IOC ist, ist ein Förderer dieser Veranstaltung. So wurde 2008 beispielsweise das „Dead Sea Centre“ aus dem Nichts der Wüste, ein 50.000 m² großes Areal für die Aufnahme des Fahrerlagers, mit Hilfe der Jordanischen Armee und des Ministeriums für Verkehr, Bau- und Wohnungswesen, errichtet von wo aus man eine schöne Aussicht auf das Tote Meer hat. Prinz Faisal bin Al Hussein und die Rallye-Organisatoren waren auch in den folgenden Jahren sehr bemüht die Rallye zu einem Fixpunkt im WM-Kalender zu machen. Diese Rallye ist die größte Sportveranstaltung des Landes und man hofft auf das internationale Medieninteresse. Da der Tourismus ca. 10 % des Bruttoinlandsproduktes ausmacht und somit die zweitwichtigste Devisenquelle ist, hofft man auf den PR-Wert der Veranstaltung.
Das Fahrerlager mit der Servicezone befindet sich rund 50 Kilometer südlich der Hauptstadt Amman beim Toten Meer nahe an der tiefsten Stelle der Erde (welche nicht mit Wasser bedeckt ist). Die Wertungsprüfungen werden, bei teilweise über 40 °C im Schatten, in der Wüste Jordaniens um das Tote Meer ausgetragen. Die höchste Passage einer Wertungsprüfung liegt bei knapp über 1000 Metern Seehöhe. Die meisten Teile der Rallye finden aber unter Null des Meeresspiegels bis hinunter in den Jordangraben (gut 420 m unter Normalnull) statt. Das macht die Rallye zu einer ungewöhnlichen Bereicherung in der Liste der Rallye-Weltmeisterschaftsläufe. Da alle Wertungsprüfungen vergleichsweise nahe am Servicepark liegen, ist es auch eine der kompakteren Rallyes der Weltmeisterschaft. Die Strecke selbst ist aber recht anspruchsvoll, so schieden 2008 ca. ein Drittel der gestarteten Fahrzeuge auf Grund von Unfällen oder Defekten aus. Zwei Jahre später, bei der Austragung 2010 hatten sich die Teams und Crews schon besser auf diese Bedingungen eingestellt und es erreichten nur noch fünf Fahrzeuge aus solchen Gründen nicht das Ziel. In dem Jahr wurden auch einige Wertungsprüfungen ersetzt, so wurde am ersten Tag nördlich der Hauptstadt in den bewaldeten Bergen Jordaniens gefahren, bevor es zurück in die Wüste ging.

## Gesamtsieger
| Jahr   | Rallye                              | Fahrer               | Beifahrer            | Auto                        |
| ------ | ----------------------------------- | -------------------- | -------------------- | --------------------------- |
| 1981 1 | 1. Jordan Rally 1981                | Michel Saleh         | Tony Samia           | Toyota Celica GT            |
| 1982 1 | 2. Jordan Rally 1982                | Michel Saleh         | Tony Samia           | Toyota Celica GT            |
| 1983 1 | 3. Jordan Rally 1983                | Saeed Al-Hajri       | John Spiller         | Opel Manta 400              |
| 1984 1 | 4. Jordan Rally 1984                | Mohammed bin Sulayem | Ali Hassan           | Toyota Celica Twincam Turbo |
| 1985 1 | 5. Jordan Rally 1985                | Saeed Al-Hajri       | John Spiller         | Porsche 911 SC RS           |
| 1986 1 | 6. Jordan Rally 1986                | Saeed Al-Hajri       | John Spiller         | Porsche 911 SC RS           |
| 1987 1 | 7. Jordan Rally 1987                | Mohammed bin Sulayem | John Spiller         | Toyota Celica Twincam Turbo |
| 1988 1 | 8. Jordan Rally 1988                | Mohammed bin Sulayem | Ronan Morgan         | Toyota Celica Twincam Turbo |
| 1989   | nicht ausgetragen                   | nicht ausgetragen    | nicht ausgetragen    | nicht ausgetragen           |
| 1990 1 | 9. Jordan Rally 1990                | Mohammed bin Sulayem | Ronan Morgan         | Toyota Celica GT-4 (ST165)  |
| 1991   | nicht ausgetragen                   | nicht ausgetragen    | nicht ausgetragen    | nicht ausgetragen           |
| 1992 1 | 10. Jordan Rally 1992               | Abbas Al-Mossawi     | Bernard Smyth        | Toyota Celica GT-Four       |
| 1993 1 | 11. Jordan Rally 1993               | Hamed Al-Thani       | Hamad al-Marri       | Mitsubishi Galant VR-4      |
| 1994 1 | 12. Jordan Rally 1994               | Mohammed bin Sulayem | Phil Mills           | Ford Escort RS Cosworth     |
| 1995 1 | 13. Jordan Rally 1995               | Abdullah Bakhashab   | Bobby Willis         | Ford Escort RS Cosworth     |
| 1996 1 | 14. Jordan Rally 1996               | Mohammed bin Sulayem | Ronan Morgan         | Ford Escort RS Cosworth     |
| 1997 1 | 15. Jordan Rally 1997               | Mohammed bin Sulayem | Ronan Morgan         | Ford Escort WRC             |
| 1998 1 | 16. Jordan Rally 1998               | Mohammed bin Sulayem | Ronan Morgan         | Ford Escort WRC             |
| 1999 1 | 17. Jordan Rally 1999               | Mohammed bin Sulayem | Ronan Morgan         | Ford Escort WRC             |
| 2000 1 | 18. Jordan International Rally 2000 | Mohammed bin Sulayem | Ronan Morgan         | Ford Escort WRC 1999        |
| 2001 1 | 19. Jordan International Rally 2001 | Mohammed bin Sulayem | Khaled Zakharia      | Ford Focus RS WRC 1999      |
| 2002 1 | 20. Jordan International Rally 2002 | Mohammed bin Sulayem | John Spiller         | Ford Focus RS WRC 2000      |
| 2003 1 | 21. Jordan International Rally 2003 | Nasser Al-Attiyah    | Steve Lancaster      | Subaru Impreza S8 WRC 2002  |
| 2004 1 | 22. Jordan International Rally 2004 | Amjad Farrah         | Khaled Zakharia      | Mitsubishi Lancer Evo VII   |
| 2005 1 | 23. Jordan Rally 2005               | Nasser Al-Attiyah    | Chris Patterson      | Subaru Impreza WRX STi      |
| 2006 1 | 24. Jordan Rally 2006               | Nasser Al-Attiyah    | Chris Patterson      | Subaru Impreza STi N12      |
| 2007 1 | 25. Jordan Rally 2007               | Khalid Al-Qassimi    | Nicky Beech          | Subaru Impreza STi N12      |
| 2008   | 1. Jordan Rally 2008                | Mikko Hirvonen       | Jarmo Lehtinen       | Ford Focus RS WRC 2007      |
| 2008 1 | MERC Jordan Rally 2008              | Nasser Al-Attiyah    | Chris Patterson      | Subaru Impreza STi N14      |
| 2009 1 | Jordan Rally 2009                   | Nasser Al-Attiyah    | Giovanni Bernacchini | Subaru Impreza STi N15      |
| 2010   | 2. Jordan Rally WRC 2010            | Sébastien Loeb       | Daniel Elena         | Citroën C4 WRC              |
| 2011   | 3. Jordan Rally WRC 2011            | Sébastien Ogier      | Julien Ingrassia     | Citroën DS3 WRC             |
| 2012 1 | Jordan Rally 2012                   | Nasser Al-Attiyah    | Giovanni Bernacchini | Ford Fiesta RRC             |
| 2013 1 | Jordan Rally 2013                   | Nasser Al-Attiyah    | Giovanni Bernacchini | Ford Fiesta RRC             |
| 2014 1 | Jordan Rally 2014                   | Nasser Al-Attiyah    | Giovanni Bernacchini | Ford Fiesta RRC             |
| 2015 1 | Jordan Rally 2015                   | Nasser Al-Attiyah    | Mathieu Baumel       | Ford Fiesta RRC             |
| 2016 1 | Jordan Rally 2016                   | Nasser Al-Attiyah    | Mathieu Baumel       | Škoda Fabia R5              |
| 2017 1 | Jordan Rally 2017                   | Nasser Al-Attiyah    | Mathieu Baumel       | Ford Fiesta R5              |

1 kein WM-Status